# منون فنسترا
منون فنسترا (هلندی: Manon Veenstra؛ زادهٔ ۶ ژوئیهٔ ۱۹۹۸) دوچرخه‌سوار بی‌ام‌اکس زن اهل هلند است.
وی در مسابقات کشوری و بین‌المللی در مجموع برندهٔ ۲ مدال نقره شده است.